# 尼里 (圖里西克區)
50°58′34″N 24°44′50″E / 50.97611°N 24.74722°E
尼里（烏克蘭語：Нири），是烏克蘭的村落，位於該國西部沃倫州，由科韋利區負責管轄，面積0.83平方公里，海拔高度196米，2001年人口124，人口密度每平方公里149.22人。